# كريس أردوين
كريس أردوين (بالإنجليزية: Chris Ardoin)‏ هو موسيقي ومغني أمريكي، ولد في 7 أبريل 1981 في ليك تشارلز في الولايات المتحدة.

## وصلات خارجية
- الموقع الرسمي
- كريس أردوين على موقع ميوزك برينز (الإنجليزية)
- كريس أردوين على موقع أول ميوزيك (الإنجليزية)
- كريس أردوين على موقع ديسكوغز (الإنجليزية)